# Fairfax (Vermont)
Pour les articles homonymes, voir Fairfax.
Fairfax  est une ville du Comté de Franklin dans l'état du Vermont.

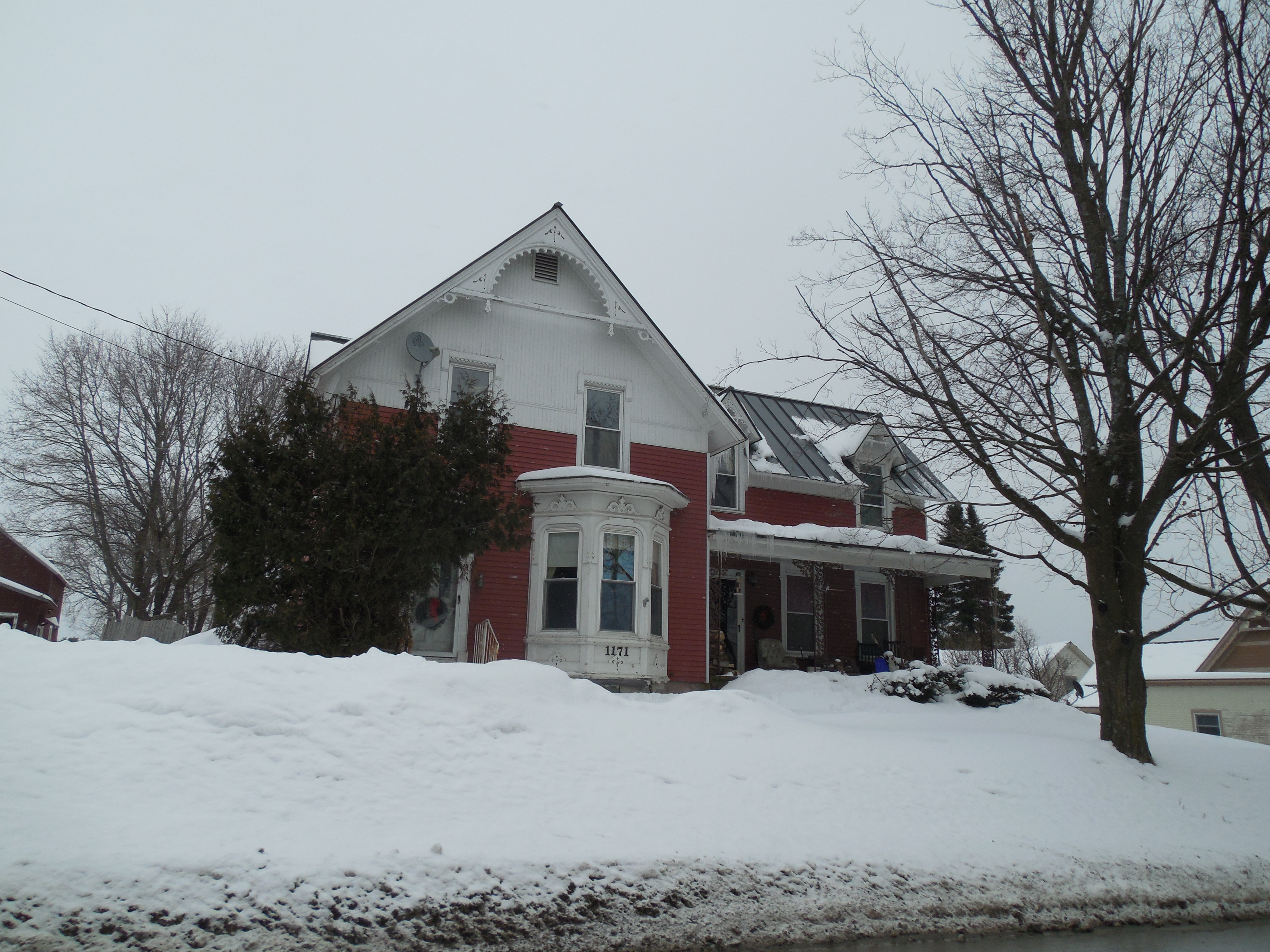
Une maison à Fairfax en hiver

Sa population était de 4 285 habitants en 2010.

## Personnalité
- George N. Dale (1834-1903), homme politique, y est né.